# Jānis Mendriks
Jānis Mendriks (in russo Я́нис Ме́ндрикс?; Aglona, 21 gennaio 1907 – Vorkuta, 1º agosto 1953) è stato un presbitero e religioso lettone appartenente alla Congregazione dei chierici mariani, vittima delle persecuzioni sovietiche, Servo di Dio.

## Biografia
Nacque in Letgallia, nei pressi di Aglona, un territorio dell'ex Impero russo. Entra nell'ordine dei padri marianisti nel 1926 e viene fu ordinato sacerdote nel 1938. Nel 1950 viene arrestato e condannato a 10 anni di lager, da scontare a Vorkuta, nella Repubblica dei Komi, dove è destinato a lavorare nelle miniere di carbone. Dopo la morte di Iosif Stalin i detenuti, sperando nella imminente liberazione, rifiutano di recarsi al lavoro. La polizia del lager, quando si accorge di non riuscire a convincere i prigionieri a riprendere il lavoro, decide di ucciderli.
Il 1º agosto 1953 Mendriks è fra i primi ad essere fucilato.
Nella congregazione dei padri marianisti è considerato un martire.
Il suo processo di beatificazione è in corso dal 2003.